# Zipaquirá

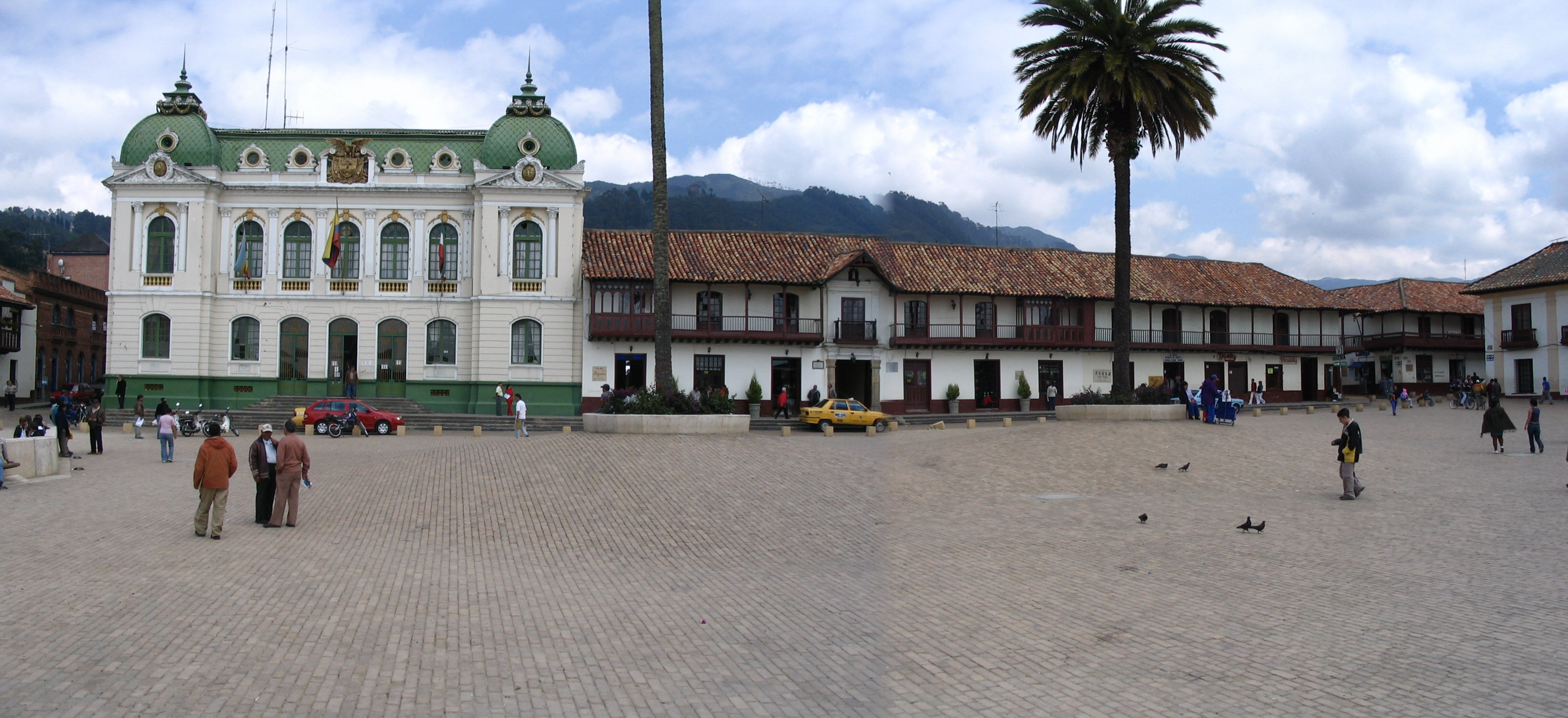
Plaça principal i Palau Municipal de Zipaquirá

Zipaquirá és un municipi colombià localitzat a la província de Sabana Centro, de la qual és la seva capital i seu de la seva diòcesi. Es troba al nord del departament de Cundinamarca i a 25 quilòmetres de Bogotà. Amb una població de 122.347 habitants, és el segon municipi més gran i poblat de la seva província. Popularment anomenat Zipa en referència al títol que ostentava el cacic muisca del Cacicazgo de Bacatá. És un dels centres d'explotació de sal més importants de Colòmbia, i és anomenada  «Ciutad de la Sal» i «el congelador de Cundinamarca» a causa del seu clima fred i amb boira. Limita amb els municipis de Cogua al nord; Nemocón, Gachancipá, Tocancipá i Sopó a l'est; Cajicá i Tabio al sud; i Subachoque i Pacho a l'oest.
Zipaquirá és coneguda per la seva Catedral de Sal, que va rebre el reconeixement com a “Primera meravella de Colòmbia” el 4 de febrer del 2007; a més del seu nucli urbà, declarat patrimoni històric i cultural de Colòmbia. La ciutat és la cinquena ciutat més poblada de Cundinamarca amb 112.069 habitants.